# Armando Peñamaría Álvarez
Armando Peñamaría Álvarez (A Fonsagrada, 1870 - 1955) fou un metge i polític gallec, governador civil i diputat a les Corts Espanyoles durant la Segona República Espanyola.

## Biografia
Treballà com a metge fins a la proclamació de la Segona República Espanyola, quan el 1931 fou nomenat governador civil de Múrcia i el 1935 de Pontevedra. Era proper al Partit Republicà Conservador i fou elegit diputat centrista a les eleccions generals espanyoles de 1936 per la província de Lugo. Durant la guerra civil espanyola fou governador civil de Lugo.